# Hamburger Energienetze

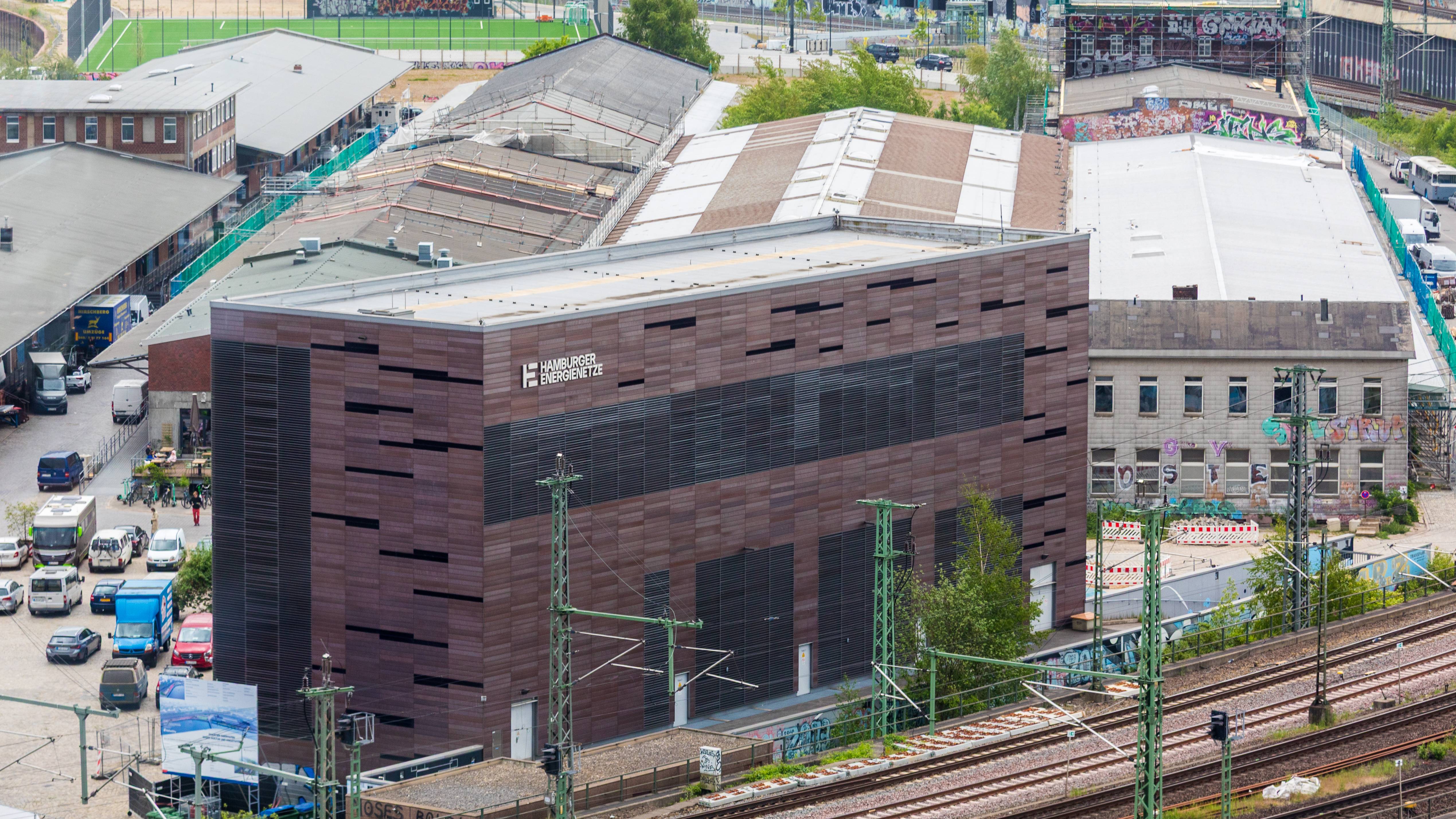
Umspannwerk HafenCity, Hamburger Energienetze

Die Hamburger Energienetze GmbH mit Sitz in Hamburg ist Betreiberin und Eigentümerin der Hamburger Gas- und Stromverteilungsnetze und der dazugehörigen Netzanlagen. Das Unternehmen ist verantwortlich für Netzbetrieb, Erhalt und den Ausbau der Netze, Netzanschlüsse sowie die Abwicklung der Netznutzung und dem Betrieb von Strom- und Gaszählern. Die Hamburger Energienetze GmbH ist eine 100%ige Tochter der Freien und Hansestadt Hamburg.

## Geschichte
Am 7. Dezember 2023 beschloss der Senat der Freien und Hansestadt Hamburg, die Stromnetz Hamburg GmbH und die Gasnetz Hamburg GmbH zu einer spartenübergreifenden Netzgesellschaft zu fusionieren. Zum 1. Dezember 2024 übernahm Peter Wolffram den Posten von Andreas Cerbe in der Geschäftsführung der Hamburger Energienetze GmbH.
Am 11. Juni 2025 wurde bekannt, dass sich Kosten für drei Neubauten (ein Eingangspavillon, ein Parkhaus und ein Mehrzweckgebäude) anders als ursprünglich geplant steigern werden. Statt von einer Gesamtsumme von 53,6 Millionen Euro werde nun von 71,3 Millionen Euro ausgegangen. In diesen Zusammenhang haben die Hamburger Energienetze mehr Transparenz und Kostenkontrolle angekündigt.

## Unternehmensdaten
| Netzkunden:          | 1,4 Mio   |
| Netzlänge Stromnetz: | 30.516 km |
| Netzlänge Gasnetz:   | 7.846 km  |

Die Hamburger Energienetze bauen seit 2024 das Hamburger Wasserstoff-Industrie-Netz HH-WIN auf. Es entsteht an den energieintensiven Produktionsstandorten im Hamburger Hafen. Die Planung sieht insgesamt 60 Kilometer Wasserstoffnetz vor.